# L'Hermine
Pour le film, voir L'Hermine (film).
Pour les articles homonymes, voir Hermine (homonymie).
L'Hermine est une pièce de théâtre en trois actes de Jean Anouilh, écrite en 1931 et créée au Théâtre de l'Œuvre (Paris) le 26 avril 1932 dans une mise en scène de Paulette Pax. Il s'agit, chronologiquement, de la première pièce de théâtre de Jean Anouilh mise en scène (même si Humulus le muet a été écrite trois ans plus tôt). Elle a fait l'objet de 37 représentations lors de sa création,.
Elle fait partie des Pièces noires avec La Sauvage (1934), Le Voyageur sans bagage (1937) et Eurydice (1942).

## Genèse et publication
L'Hermine a été écrite par Jean Anouilh en 1931, alors qu'il était secrétaire général de la Comédie des Champs-Élysées, auprès de Louis Jouvet. Anouilh donne quelques indications sur la genèse de la pièce dans La Vicomtesse d'Eristal n'a pas reçu son balai mécanique et exprime clairement son inspiration de Crime et Châtiment de Dostoïevski :

« J'avais écrit la pièce du temps de Jouvet - obsédé sans doute par ma maladresse à vivre, ma pauvreté - et surtout il faut bien le dire, par Raskolnikov. »

Après deux publications à caractère relativement confidentiel (l'une sans autre indication que Jean Anouilh, 1932 et l'autre chez Fayard, dans Les Œuvres libres (n°151), la pièce est publiée en 1942 dans les Pièces noires aux Éditions Balzac, puis rééditée en 1958 aux Éditions de la Table ronde.

## Argument
Frantz, jeune homme pauvre, a besoin d'une importante somme d'argent, pour sauver ses affaires professionnelles et espérer partir avec Monime, nièce d'une aristocrate fortunée, dont il est tombé amoureux et dont la tante n'envisage pas de la laisser se marier avec un roturier. Frantz se rend avec ses amis chez les Bentz dans l'espoir d'obtenir cette somme.

## Résumé

### Acte I
Frantz et Mr Bentz ont une discussion animée à propos de la somme que Frantz voudrait qu'il lui prête pour sauver ses affaires. Mr Bentz, qui ne croit pas à la possible pérennité desdites affaires, refuse. En raison de la panne de leur voiture, Frantz et ses amis ne peuvent repartir et sont invités par Mrs Bentz à passer la nuit chez leurs hôtes. La discussion reprend entre Frantz et Mr Bentz qui s'intéresse aux relations entre Frantz et Monime, dont il semble avoir compris la nature. Frantz en est vexé et se tait. Le ton monte devant les taquineries de Mr Bentz. Son épouse doit intervenir pour calmer Frantz, et, au fil de la discussion, propose d'intercéder auprès de son mari. Frantz finit par refuser violemment de se voir ainsi acheté. Monime et Frantz se retrouvent seuls et s'avouent leur amour contrarié par le manque d'argent et le refus de la duchesse de Granat de voir sa nièce mariée à un roturier.

### Acte II
Revenus au château, les amants ont passé l'après-midi ensemble, avec la complicité de Florentine, qui couvre leurs escapades. Monime est enceinte et doit se faire avorter ou prendre les "petits cachets" qui font passer les enfants. Le soir venu, Frantz et Monime vont saluer la duchesse, tyrannique et ridicule. Celle-ci, qui a bien compris la nature des sentiments des deux amants, demande à sa nièce de cesser ses promenades avec Frantz, sous prétexte de la sottise des gens qui commencent à croire à un futur mariage possible. La comtesse entre dans sa chambre. Les deux amants restent dans l'antichambre. Frantz tente de convaincre Monime que la mort de la duchesse permettrait leur amour et leur apportait tout l'argent dont ils ont besoin. Monime refuse d'être complice d'un tel crime et tente désespérément de convaincre Frantz que l'on peut être pauvre et s'aimer. Frantz s'avance vers la chambre de la duchesse, Monime lui barre la porte. Frantz reçoit alors un télégramme de Mr Bentz lui annonçant une somme d'argent régulière pour la poursuite de ses affaires. Emporté dans son élan, après l'évanouissement de Monime, Frantz passe à l'acte malgré le télégramme.

### Acte III
Trois policiers interrogent Frantz au château, convaincus de sa culpabilité. Le jeune coupable répond avec beaucoup d'aplomb et d'à-propos, sans se laisser prendre au jeu des questions répétées des policiers ni à leurs tentatives de déstabilisation. Coup de théâtre : le vieux domestique Joseph s'est accusé du crime avec moult détails. Les policiers s'apprêtent à quitter le château et laissent Frantz se restaurer, voir Monime, recluse depuis la veille dans sa chambre et son ami Philippe, qui s'est mêlé à une foule de journalistes en attente. Frantz avoue son crime à Philippe, qui se retire horrifié. Monime déclare à Frantz qu'elle ne peut plus l'aimer après ce crime. Malgré les suppliques de Frantz, Monime refuse de partir avec lui. Frantz, qui voit la vie qu'il imaginait se dérober, préfère alors s'avouer coupable aux policiers qui l'arrêtent, dans une dernière déclaration d'amour de Monime.

## Distribution originale
- Pierre Fresnay : Frantz
- Marie Reinhardt : Monime
- Paulette Pax : la duchesse de Granat
- Danielle Lory : Marie-Anne
- Annette Doria : Florentine
- Maurice Rémy : Philippe
- Jacques Ferréol : Mr Bentz
- Carlotta Conti : Mrs Bentz
- Pierre Paulet : Urbain
- Marcellin : Joseph
- Max de Guy, Marco Behar, Herbert Smith : les policiers

## Citations
« Faire l'amour avec une femme qui ne vous plaît pas, c'est aussi triste que de travailler. »

— Frantz, acte I

« Nous avons tous une fois une chance d'amour, il faut l'accrocher, cette chance, quand elle passe, et construire son amour humblement, même si chaque pierre en est une année ou un crime. »

— Frantz, acte I

« On ne s'aime jamais comme dans les histoires, tout nus et pour toujours. S'aimer c'est lutter constamment contre des milliers de forces cachées qui viennent de vous ou du monde. Contre d'autres hommes, contre d'autres femmes. »

— Frantz, acte II

« Chaque volupté, chaque dévouement, chaque enthousiasme vous abrège... »

— Frantz, acte II

## Anecdotes
Pierre Fresnay, qui jouissait déjà d'une bonne renommée, a été emballé par la pièce, lorsque Jean Anouilh la lui a présentée et a accepté de jouer "au pourcentage", pourcentage qui ne devait être versé qu'au-dessus d'une certaine recette jamais atteinte. 
Le prénom de Monime n'est pas sans rappeler celui de la première compagne d'Anouilh, Monelle Valentin, où respectivement la 2e voyelle et la 3e consonne sont remplacées par les suivantes de l'alphabet ("e" par "i" et "l" par "m").

### Note
1. ↑  On notera toutefois qu'Anouilh lui-même parle de 90 représentations dans La Vicomtesse d'Eristal n'a pas reçu son balai mécanique, tandis que Bernard Beugnot dans l'édition de la Bibliothèque de la Pléiade, parle de 37 représentations.